# UCI ProSeries
Az UCI ProSeries a férfi országúti kerékpárversenyek második osztálya, melyet 2020-ban indítottak el. A sorozat az UCI World Tour alatt, de a különböző kontinentális versenyek felett helyezkedik el.
Az első évben a sorozaton belül összesen 57 versenyt terveztek rendezni, négy kontinens összesen 19 országában, de a Covid-19-járvány miatt a versenyek jelentős része elmaradt. 2020-ban végül 24, 2021-ben 45 versenyt rendeztek meg. 2022-ben várhatóan 52 verseny kerül megrendezésre.
Az UCI WorldTeam kategóriába sorolt csapatok az európai versenyek legfeljebb 70%-án, a többi kontinensen rendezett versenyek legfeljebb 65%-án vehetnek részt. A fennmaradó helyeket az alacsonyabb szintű csapatok számára kell biztosítani.
A Tour de Hongrie szervezőinek a célja volt, hogy a legfontosabb magyar körverseny mielőbb teljesítse az UCI ProSeries sorozatban szereplés feltételeit. A verseny 2022 őszén sikeresen megszerezte a licenszt, így 2023 és 2025 között a ProSeries sorozat részeként lehet megrendezni a magyar körversenyt.

## Az egyes versenyek győztesei
| Év                         | 2020                                      | 2021                                      | 2022                                      | 2023                      |
| -------------------------- | ----------------------------------------- | ----------------------------------------- | ----------------------------------------- | ------------------------- |
| Vuelta a San Juan          | Evenepoel                                 | Törölve                                   | Törölve                                   | López                     |
| Valenciai körverseny       | Pogačar                                   | Küng                                      | Vlaszov                                   | Costa                     |
| Ománi körverseny           | Az UCI kontinentális versenysorozat része | Az UCI kontinentális versenysorozat része | Az UCI kontinentális versenysorozat része | Jorgenson                 |
| Provence-i körverseny      | Quintana                                  | Sosa                                      | Quintana                                  | Nem a versenynaptár része |
| Clásica de Almería         | Ackermann                                 | Nizzolo                                   | Kristoff                                  | Moschetti                 |
| Volta ao Algarve           | Evenepoel                                 | Rodrigues                                 | Evenepoel                                 | Martinez                  |
| Andalúz körverseny         | Fuglsang                                  | López                                     | Poels                                     | Pogačar                   |
| Faun-Ardèche Classic       | Cavagna                                   | Gaudu                                     | McNulty                                   | Alaphilippe               |
| Faun Drôme Classic         | Clarke                                    | Bagioli                                   | Vingegaard                                | Perez                     |
| Kuurne-Brussels-Kuurne     | Asgreen                                   | Pedersen                                  | Jakobsen                                  | Benoot                    |
| Trofeo Laigueglia          | Ciccone                                   | Mollema                                   | Polanc                                    | Peters                    |
| Danilith Nokere Koerse     | Törölve                                   | Robeet                                    | Merlier                                   | Merlier                   |
| Milánó-Torinó              | Démare                                    | Roglič                                    | Cavendish                                 | De Kleijn                 |
| GP de Denain               | Törölve                                   | Philipsen                                 | Walscheid                                 | Molano                    |
| Bredene Koksijde Classic   | Törölve                                   | Merlier                                   | Ackermann                                 | Thijssen                  |
| Hainani körverseny         | Nem a versenynaptár része                 | Nem a versenynaptár része                 | Törölve                                   | Törölve                   |
| GP Industria & Artigianato | Törölve                                   | Vansevenant                               | Ulissi                                    | Healy                     |
| GP Miguel Induráin         | Törölve                                   | Valverde                                  | Barguil                                   | Izagirre                  |
| Scheldeprijs               | Ewan                                      | Philipsen                                 | Kristoff                                  | Philipsen                 |
| Török körverseny           | Törölve                                   | Díaz                                      | Bevin                                     | Nem a versenynaptár része |
| De Brabantse Pijl          | Alaphilippe                               | Pidcock                                   | Sheffield                                 | Godon                     |
| Tour of the Alps           | Törölve                                   | Yates                                     | Bardet                                    | Geoghegan Hart            |
| GP du Morbihan             | Törölve                                   | Marit                                     | Simon                                     | De Lie                    |
| Tro-Bro Léon               | Törölve                                   | Swift                                     | Hofstetter                                | Nizzolo                   |
| Tour de Hongrie            | Az UCI kontinentális versenysorozat része | Az UCI kontinentális versenysorozat része | Az UCI kontinentális versenysorozat része | Hirschi                   |
| 4 Jours de Dunkerque       | Törölve                                   | Törölve                                   | Gilbert                                   | Grégoire                  |
| Norvég körverseny          | Törölve                                   | Hayter                                    | Evenepoel                                 | Tullett                   |
| Boucles de la Mayenne      | Törölve                                   | Démare                                    | B.Thomas                                  | Lazkano                   |
| Brussels Cycling Classic   | Merlier                                   | Evenepoel                                 | van der Hoorn                             | Démare                    |
| ZLM Tour                   | Törölve                                   | Törölve                                   | Kooij                                     | Kooij                     |
| Dwars door het Hageland    | Rickaert                                  | Tiller                                    | Riesebeek                                 | Tiller                    |
| Baloise Belgium Tour       | Törölve                                   | Evenepoel                                 | Schmid                                    | van der Poel              |
| Szlovén körverseny         | Törölve                                   | Pogačar                                   | Pogačar                                   | Zana                      |
| Tour of Qinghai Lake       | Az UCI kontinentális versenysorozat része | Az UCI kontinentális versenysorozat része | Az UCI kontinentális versenysorozat része | Mulubrhan                 |
| Dán körverseny             | Törölve                                   | Evenepoel                                 | Laporte                                   | Pedersen                  |
| Vallon körverseny          | Démare                                    | Simmons                                   | Stannard                                  | Ganna                     |
| Burgosi körverseny         | Evenepoel                                 | Landa                                     | Szivakov                                  | Roglič                    |
| Arctic Race of Norway      | Törölve                                   | Hermans                                   | Leknessund                                | S.Williams                |
| Deutschland Tour           | Törölve                                   | Politt                                    | A. Yates                                  | van Wilder                |
| Gran Trittico Lombardo     | Izagirre                                  | Nem a versenynaptár része                 | Nem a versenynaptár része                 | Nem a versenynaptár része |
| Circuit Franco-Belge       | Törölve                                   | Jakobsen                                  | Kristoff                                  |                           |
| Maryland Cycling Classic   | Nem a versenynaptár része                 | Nem a versenynaptár része                 | Vanmarcke                                 | Skjelmose                 |
| Brit körverseny            | Törölve                                   | van Aert                                  | Serrano                                   | van Aert                  |
| GP de Fourmies             | Törölve                                   | Viviani                                   | Ewan                                      | Merlier                   |
| GP de Wallonie             | Törölve                                   | Laporte                                   | Van der Poel                              | Serrano                   |
| Coppa Sabatini             | Smith                                     | Valgren                                   | Martínez                                  | Hirschi                   |
| Tour of Taihu Lake         | Törölve                                   | Törölve                                   | Törölve                                   |                           |
| Super 8 Classic            | Törölve                                   | Sénéchal                                  | Meeus                                     | van der Poel              |
| Tour de Luxembourg         | Ulissi                                    | Almeida                                   | Skjelmose                                 |                           |
| Tour de Langkawi           | Celano                                    | Törölve                                   | Sosa                                      |                           |
| Giro dell'Emilia           | Vlaszov                                   | Roglič                                    | Más                                       |                           |
| Coppa Bernocchi            | Törölve                                   | Evenepoel                                 | Ballerini                                 |                           |
| Münsterland Giro           | Törölve                                   | Cavendish                                 | Kooij                                     |                           |
| Tre Valli Varesine         | Törölve                                   | De Marchi                                 | Pogačar                                   |                           |
| Gran Piemonte              | Bennett                                   | Walls                                     | García Cortina                            |                           |
| Paris-Tours                | C Pedersen                                | Démare                                    | Démare                                    |                           |
| Japan Cup                  | Törölve                                   | Törölve                                   | Powless                                   |                           |